# Fútbol base del Real Club Celta de Vigo

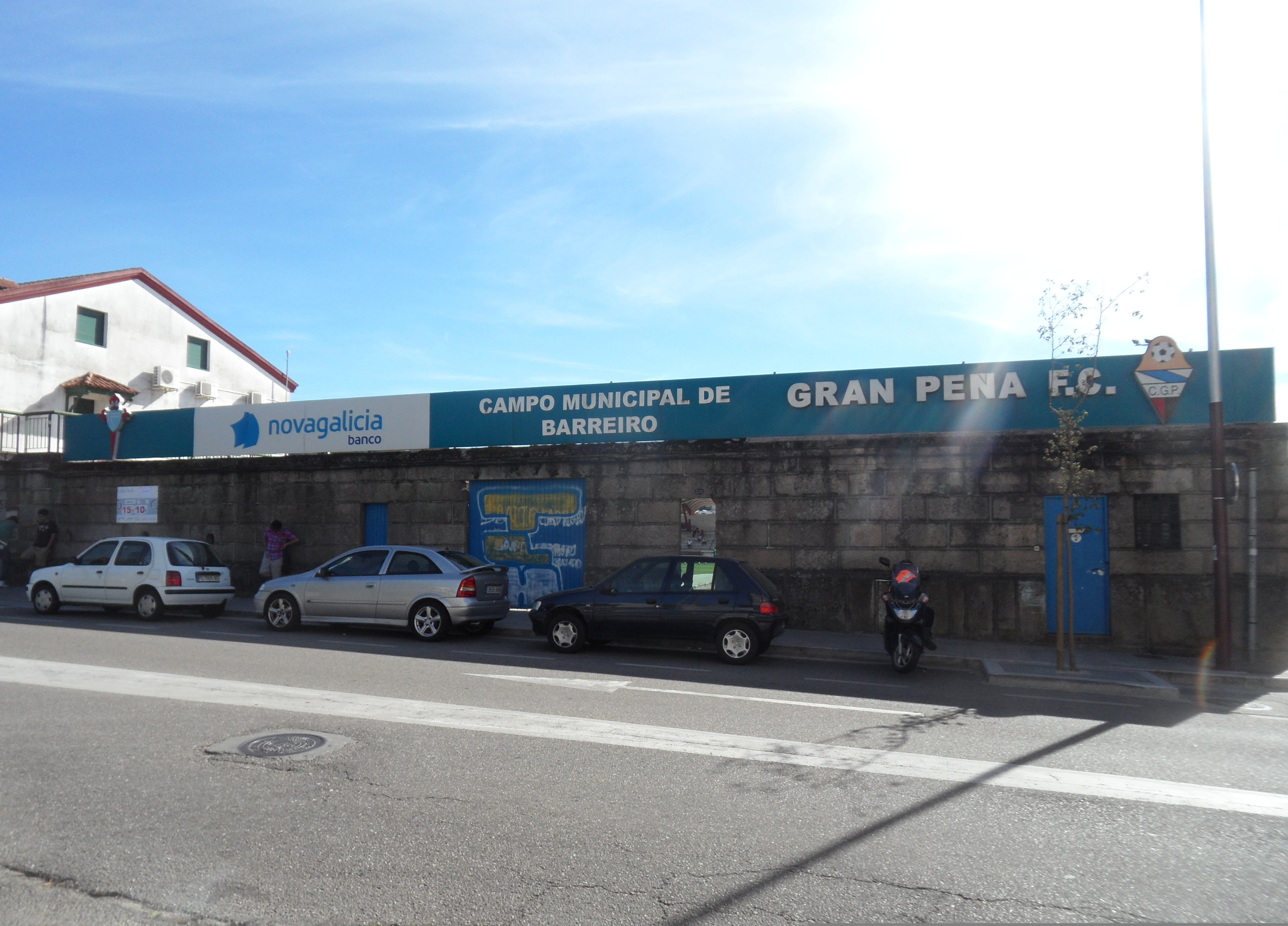
El Campo Municipal de Barreiro, estadio donde compiten el Celta B y Celta C-Gran Peña.

El fútbol base del Real Club Celta de Vigo hace referencia a las categorías inferiores y de formación de fútbol del Real Club Celta de Vigo, también conocidas en el argot deportivo con el término de cantera. En la actualidad la entidad cuenta con doce equipos donde forma tanto futbolística como educacionalmente a los posibles futuros jugadores de la primera plantilla, siendo considerada como una de las mejores canteras de España y del mundo.
La estructura, la cual es conocida como «A Madroa» se basa en la ciudad deportiva Afouteza, compuesta por el primer equipo y filial; y en la propia Madroa, donde se encuentran el resto de categorías inferiores, dos instalaciones de entrenamientos y juego.

## Historia

### Comienzos
El Celta de Vigo siempre se ha caracterizado por su amplio uso de la cantera y el trabajo en ella. En el año 1951, se crean oficialmente los equipos de las categorías inferiores, cuando el por aquel entonces presidente Faustino Álvarez convocó a chavales de la zona para que hiciesen unas pruebas con el club vigués, y de ahí seleccionar a los mejores para que compitiesen en la nueva cantera celtista.

### Actualidad
Con el paso de los años, el Celta ha ido impulsando su cantera y dándole protagonismo, tanto que a día de hoy son nueve los canteranos que forman parte del primer equipo: Iván Villar (cedido al CD Leganés), Rubén Blanco, Hugo Mallo, Kevin Vázquez, José Fontán, Denis Suárez, Brais Méndez, Santi Mina y Iago Aspas.

## Jugadores históricos

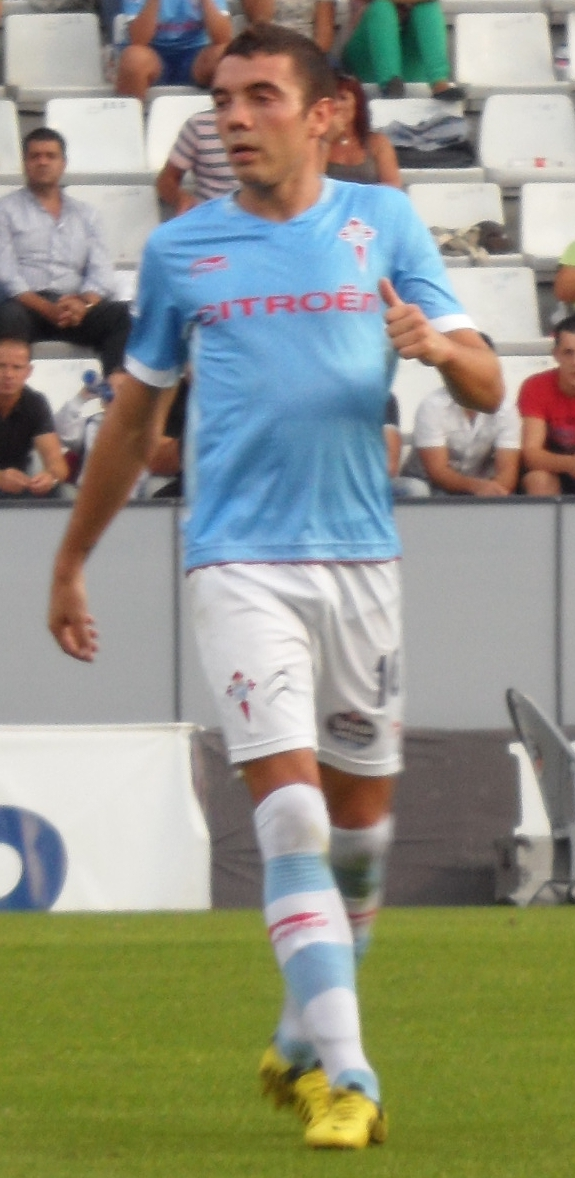
Iago Aspas, jugador histórico y máximo exponente de la cantera del club.

La cantera celeste históricamente ha sido muy activa, dando lugar a grandes jugadores como Borja Oubiña, Brais Méndez, Denis Suárez, Iago Aspas, Jonny Otto, Jorge Otero, José Veloso, Míchel Salgado, Pahiño, Quique Costas o Rodrigo Moreno, los once internacionales con la selección española absoluta. En los últimos años la directiva del club ha hecho una fuerte apuesta por la cantera, de la que también han salido otros importantes jugadores como Álex López, Borja Iglesias, Dani Abalo, Hugo Mallo, José Juan, Joselu, Jota Peleteiro, Pape Cheikh, Roberto Lago, Santi Mina, Sergio Álvarez, Yoel Rodríguez o Pablo Couñago, este último bota de oro en el mundial sub-20 de 1999 en Nigeria. Hoy en día se le conoce como una de las canteras más prolíficas del fútbol español.

## Equipos filiales

### Real Club Celta de Vigo "B"
El Real Club Celta de Vigo B es el equipo filial del Real Club Celta. Fundado en 1989, disputa sus partidos en el campo municipal de Barreiro.
Históricamente, los filiales que ha tenido el Celta han sido el Berbés, el Gran Peña (después Gran Peña Celtista) y el Club Turista (después Celta Turista). Sin embargo, la ley no permite actualmente a las Sociedades Anónimas Deportivas tener clubes filiales independientes, por lo que, durante la reconversión de los clubes en SAD, los por entonces filiales se integraron dentro de la estructura de los clubes paternales, pasando el Celta Turista a denominarse Real Club Celta de Vigo B y a depender íntegramente de éste.
Los principales logros del filial céltico han sido la disputa en tres ocasiones de la fase de promoción de ascenso a Segunda División y la consecución de la Copa Federación en el año 2002 frente al Club de Futbol Gavà.
El Celta B milita actualmente en el Grupo I de la recién creada Primera División RFEF.

### Real Club Celta de Vigo "C"
En julio de 2021 el Celta firmó un acuerdo de filiación con el Gran Peña Fútbol Club. El objetivo de este convenio fue la integración del histórico club de la parroquia de Lavadores en la estructura celeste con el fin de potenciar y optimizar los recursos de la cantera, pasando a denominarse desde entonces Real Club Celta C-Gran Peña.
Ya se había producido una circunstancia similar durante el período 1971-1988, cuando el entonces Club Gran Peña Celtista ejerció de filial céltico aunque conservando su independencia como club, llegando a enfrentarse al Real Club Deportivo de La Coruña en la temporada 1974-75.
El segundo filial céltico milita actualmente en la Preferente Autonómica de Galicia y disputa sus partidos en el campo municipal de Barreiro.

## Equipos de formación
El Celta cuenta con otros 10 equipos:
- 2 equipos juveniles (División de Honor Juvenil y Liga Nacional Juvenil)
- 2 equipos infantiles
- 2 equipos cadetes
- 2 equipos benjamines
- 2 equipos alevines

### Real Club Celta de Vigo Juvenil "A"
El Real Club Celta de Vigo Juvenil "A" se trata del primer equipo juvenil del Celta de Vigo, que disputa la División de Honor Juvenil.